# Raivis Hščanovičs
Raivis Hščanovičs (* 15. Februar 1987 in Riga) ist ein lettischer Fußballspieler.  

## Karriere
Raivis Hščanovičs begann seine Karriere in seiner Heimatstadt bei Skonto Riga, wo er im Alter von 20 Jahren seine erste Profisaison spielte. Unter dem damaligen englischen Trainer Paul Ashworth kam er auf vier Einsätze davon zwei über 90 Minuten. Bei Ashworth kam der Verteidiger in dessen Amtszeit zu wenig Spielzeit. Erst als Erfolgstrainer Aleksandrs Starkovs, der die Lettische Fußballnationalmannschaft zur Europameisterschaft 2004 nach Portugal führte, das Amt beim Rekordmeister übernahm. In der Saison 2009 kam er so auf 26 Spiele, wobei ihm fünf Tore gelangen. Am Saisonende musste Hščanovičs den Verein verlassen, da der auslaufende Vertrag aufgrund einer Knieverletzung nicht verlängert wurde. Nach einem Probetraining bei Lechia Gdańsk, unterschrieb er letztlich einen Vertrag beim Toronto FC. Beim Klub aus Toronto unterschrieb er einen Zweijahresvertrag plus Option auf zwei weitere. Im ersten Spiel bei den Kanadiern gegen New England Revolution, welches mit 1:4 verloren wurde, traf er auf seinen ehemaligen Teamkollegen bei Skonto Edgaras Jankauskas. Am Ende der Spielzeit trennte man sich wieder von Hščanovičs und vier weiteren Spielern Gabe Gala, Martin Šarić sowie Maxim Usanov und Mista.
Zu Beginn der Saison 2011 kehrte er zurück nach Lettland und unterschrieb beim FK Jūrmala-VV. Nachdem der Verteidiger in der abgelaufenen 2011 Virslīga Saison, 20 mal für FK Jūrmala-VV zum Einsatz kam, wechselte er im Februar 2012 zum Ligarivalen und aktuellen Meister FK Ventspils.

## Erfolge
Toronto FC
- Canadian Championship 2010